# أوغو أديغبوي
أوغو أديغبوي (بالإنجليزية: Ogo Adegboye)‏ مواليد 23 سبتمبر 1987 في إبادان، هو لاعب كرة سلة بريطاني. بدأ مسيرته الاحترافية في سنة 2011. يلعب مع فولجور ليبرتاس فورلي في الدوري الإيطالي لكرة السلة الدرجة الثانية كلاعب هجوم خلفي. يبلغ طوله 6 قدم 1 بوصة (1.9 م).

## المسيرة الاحترافية
لعب مع نادي أريس لكرة السلة في موسم 2014–2015، ثم لعب مع جويرينو فانولي باسكت في الدوري الإيطالي في سنة 2015، ثم لعب مع يوفي كازيرتا باسكت في موسم 2015–2016، ثم لعب مع فيولا ريدجو كالابريا في الدوري الإيطالي في سنة 2016، ثم لعب مع فولجور ليبرتاس فورلي في سنة 2017.

## روابط خارجية
- أوغو أديغبوي على موقع الاتحاد الدولي لكرة السلة (الإنجليزية)
- أوغو أديغبوي على موقع كرة السلة الأوروبية.كوم (الإنجليزية)
- أوغو أديغبوي على موقع كلية كرة السلة في سبورتس رفرنس.كوم (الإنجليزية)
- أوغو أديغبوي على موقع ريلجم (الإنجليزية)
- أوغو أديغبوي على موقع بروبوليرز (الإنجليزية)
- أوغو أديغبوي على موقع سبورتس رفرنس (الإنجليزية)